# Melitón Sánchez Rivas
Melitón Sánchez Rivas (* 8. November 1934) ist ein panamaischer Finanzmanager und Sportfunktionär.

## Allgemeines
Melitón Sánchez Rivas gründete sein eigenes Finanzberatungsunternehmen. Er war für eine internationale Bank in der freien Handelszone Colón als Direktor der Buchhaltung tätig. 

## Karriere als Sportfunktionär
Sánchez Rivas war selbst aktiver Baseball- und Softballspieler. Von 1972 bis 2010 war er der Präsident des panamaischen Softballverbandes. Bei verschiedenen Großereignissen begleitete er panamaische Mannschaften als Delegationsleiter. So war er Chef de Mission Panamas bei den Olympischen Sommerspielen 1972 und 1976 und bei den Panamerikanischen Spielen 1975 und 1979. Von 1982 bis 2007 war Sánchez Rivas Präsident des panamaischen NOKs. Seit 2007 ist er Ehrenpräsident auf Lebenszeit. 1996 bis 2008 war er Präsident der Olympischen Akademie Panamas und von 2001 bis 2010 Präsident der zentralamerikanischen Sportorganisation ORDECA.

## Tätigkeiten innerhalb des IOC
Melitón Sánchez Rivas wurde 1998 zum IOC-Mitglied gewählt. 2014 endete seine Mitgliedschaft, 2015 wurde er Ehrenmitglied. 

## Auszeichnungen
Die Vereinigung der Nationalen Olympischen Komitees ehrte Sánchez Rivas mit dem Verdienstorden. 1991 wurde er in die Hall of Fame der International Softball Federation aufgenommen. Er ist Ehrenbürger der Städte Panama-Stadt, Caracas und Cochabamba (Bolivien). 2014 wurde ihm der Olympische Orden in Silber verliehen.